# Badminton Hall of Fame
In die Badminton Hall of Fame werden seit 1996 Badmintonsportler oder Personen aus der Administration vonseiten der Badminton World Federation aufgenommen, die sich durch besondere Leistungen im Badminton ausgezeichnet haben oder sich besondere Verdienste bei der Förderung des Badmintonsports erworben haben. Als erste vier Personen wurden 1996 Colonel S. S. C. Dolby, George Alan Thomas, Betty Uber und Herbert Scheele aufgenommen. Neben der Badminton Hall of Fame des Weltverbandes betreiben auch die Verbände der USA und Kanadas jeweils eine eigene Hall of Fame für Personen aus ihren Ländern.

## Mitglieder der Badminton Hall of Fame
| Name                                 | Aufnahmejahr |
| ------------------------------------ | ------------ |
| Colonel S. S. C. Dolby (England)     | 1996         |
| George Alan Thomas (England)         | 1996         |
| Betty Uber (England)                 | 1996         |
| Herbert Scheele (England)            | 1996         |
| Tonny Ahm (Dänemark)                 | 1997         |
| Frank Devlin (Irland)                | 1997         |
| David G. Freeman (USA)               | 1997         |
| Rudy Hartono (Indonesien)            | 1997         |
| Erland Kops (Dänemark)               | 1997         |
| Major John McCallum (Irland)         | 1997         |
| Stellan Mohlin (Sweden)              | 1997         |
| Ralph Nichols (England)              | 1997         |
| Craig Reedie (Schottland)            | 1997         |
| Eddy Choong (Malaysia)               | 1997         |
| Judy Hashman (USA/England)           | 1997         |
| Dick Sudirman (Indonesien)           | 1997         |
| Finn Kobberø (Dänemark)              | 1997         |
| David Choong (Malaysia)              | 1998         |
| Han Aiping (China)                   | 1998         |
| Jørgen Hammergaard Hansen (Dänemark) | 1998         |
| Morten Frost (Dänemark)              | 1998         |
| Lene Køppen (Dänemark)               | 1998         |
| Li Lingwei (China)                   | 1998         |
| Meriel Lucas (England)               | 1998         |
| Ng Boon Bee (Malaysia)               | 1998         |
| Ong Poh Lim (Malaysia)               | 1998         |
| Tan Yee Khan (Malaysia)              | 1998         |
| Gillian Gilks (England)              | 1999         |
| Nora Perry (England)                 | 1999         |
| Ulla Strand (Dänemark)               | 1999         |
| Margaret Tragett (England)           | 1999         |
| Margaret Varner (USA)                | 1999         |
| Wong Peng Soon (Singapur)            | 1999         |
| Kirsten Thorndahl (Dänemark)         | 2000         |
| Charoen Wattanasin (Thailand)        | 2000         |
| Park Joo-bong (Korea)                | 2001         |
| Christian Hadinata (Indonesien)      | 2001         |
| Chen Yuniang (China)                 | 2002         |
| Hou Jiachang (China)                 | 2002         |
| Kim Moon-soo (Korea)                 | 2002         |
| Liem Swie King (Indonesien)          | 2002         |
| Tang Xianhu (China)                  | 2002         |
| Hiroe Yuki (Japan)                   | 2002         |
| Chung Myung-hee (Korea)              | 2003         |
| Chung So-young (Korea)               | 2003         |
| Susi Susanti (Indonesien)            | 2004         |
| Ge Fei (China)                       | 2008         |
| Gu Jun (China)                       | 2008         |
| Lu Shengrong (China)                 | 2008         |
| Thomas Lund (Dänemark)               | 2008         |
| Ethel Thomson Larcombe (England)     | 2008         |
| Ye Zhaoying (China)                  | 2009         |
| Susan Whetnall (England)             | 2009         |
| Kim Dong-moon (Südkorea)             | 2009         |
| Ra Kyung-min (Südkorea)              | 2009         |
| Gil Young-ah (Südkorea)              | 2009         |
| Tjun Tjun (Indonesien)               | 2009         |
| Johan Wahjudi (Indonesien)           | 2009         |
| Ricky Subagja (Indonesien)           | 2009         |
| Rexy Mainaky (Indonesien)            | 2009         |
| Li Yongbo (China)                    | 2011         |
| Tian Bingyi (China)                  | 2011         |
| Gao Ling (China)                     | 2011         |
| Zhang Jun (China)                    | 2011         |
| Huang Sui (China)                    | 2011         |
| Gong Zhichao (China)                 | 2012         |
| Ha Tae-kwon (Südkorea)               | 2012         |
| Bang Soo-hyun (Südkorea)             | 2019         |
| Zhang Ning (China)                   | 2021         |
| Cai Yun (China)                      | 2021         |
| Fu Haifeng (China)                   | 2021         |
| Liliyana Natsir (Indonesien)         | 2022         |
| Zhao Yunlei (China)                  | 2022         |
| Lee Chong Wei (Malaysia)             | 2023         |
| Lin Dan (China)                      | 2023         |

## Referenzen
- Badminton Hall of Fame